# كيث ونايت (موسيقي)
كيث ونايت (بالإنجليزية: Keith Knight)‏ هو موسيقي ورسام كارتون أمريكي، ولد في 24 أغسطس 1966 في مالدن في الولايات المتحدة.

## وصلات خارجية
- كيث ونايت على موقع IMDb (الإنجليزية)